# جوليا باور
جوليا باور (توفيت في 22 يونيو 1960) كانت محاضرة أمريكية في الأدب الإنجليزي. متخصصة في شيلي ، وفازت بجائزة روز ماري كراوشي (1941).
ولدت في نيوكاسل ، مقاطعة ديكسون، نبراسكا. التحقت بجامعة نبراسكا، لينكولن، حيث حصلت على درجة البكالوريوس في الآداب في اللغة الإنجليزية، والدكتوراه (1938) مع أطروحة عن الشاعرة شيلي. حازت أطروحتها بعنوان «شيلي في أمريكا في القرن التاسع عشر» على جائزة روز ماري كراوشاي عام 1941. في عام 1929، سافرت باور إلى إنجلترا وحضر محاضرات في كامبريدج
قبل حصولها على الدكتوراه، كانت باور معلمة في مدرسة بانكروفت الثانوية ومدارس أخرى في نبراسكا. درست في كلية سانت تيريزا في كانساس سيتي بولاية ميسوري، وكذلك في جامعة أوماها و جامعة ولاية مونتانا وجامعة مينيسوتا. كانت مديرة مدارس جونستاون بولاية نبراسكا في عام 1943.
توفيت باور في 22 يونيو 1960 عن عمر يناهز 72 عامًا في لينكولن ، نبراسكا.